# 60 متر

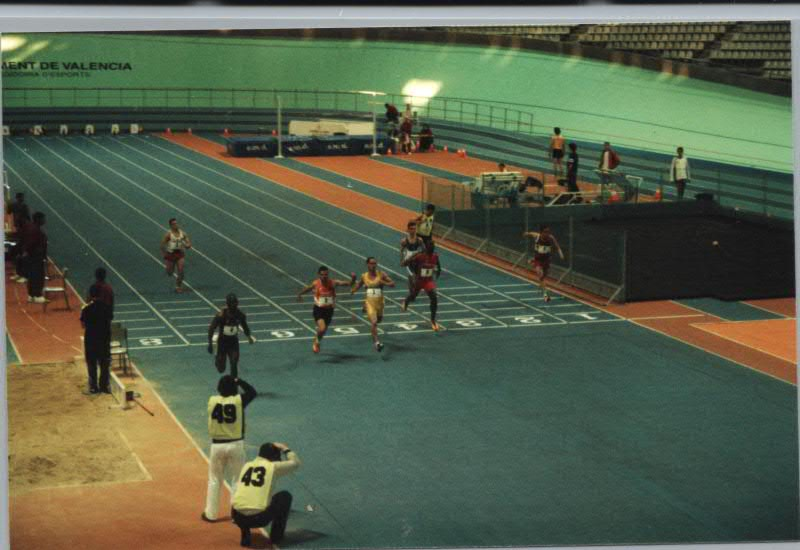
سباق 60 متر

60 متر هي منافسة في الجري السريع في سباقات المضمار والميدان. هي حدث للبطولات داخل الصالات. عادة يتفوق فيها العدائين المتخصصين 100 متر. الـ 60 متر كانت حدثا أولمبياً في الألعاب الأولمبية الصيفية 1900 والألعاب الأولمبية الصيفية 1904 لكنها أزيلت من جدولة الدورة بعد ذلك.
يمتلك الأمريكي كريستيان كوليمان حاليا الرقم القياسي العالمي للرجال في سباق 60 متر بزمن قدره 6.34، في حين أن الروسية إيرينا بريفالونا تحمل الرقم القياسي العالمي للسيدات بزمن 6.92.